# Jordi Hurtado

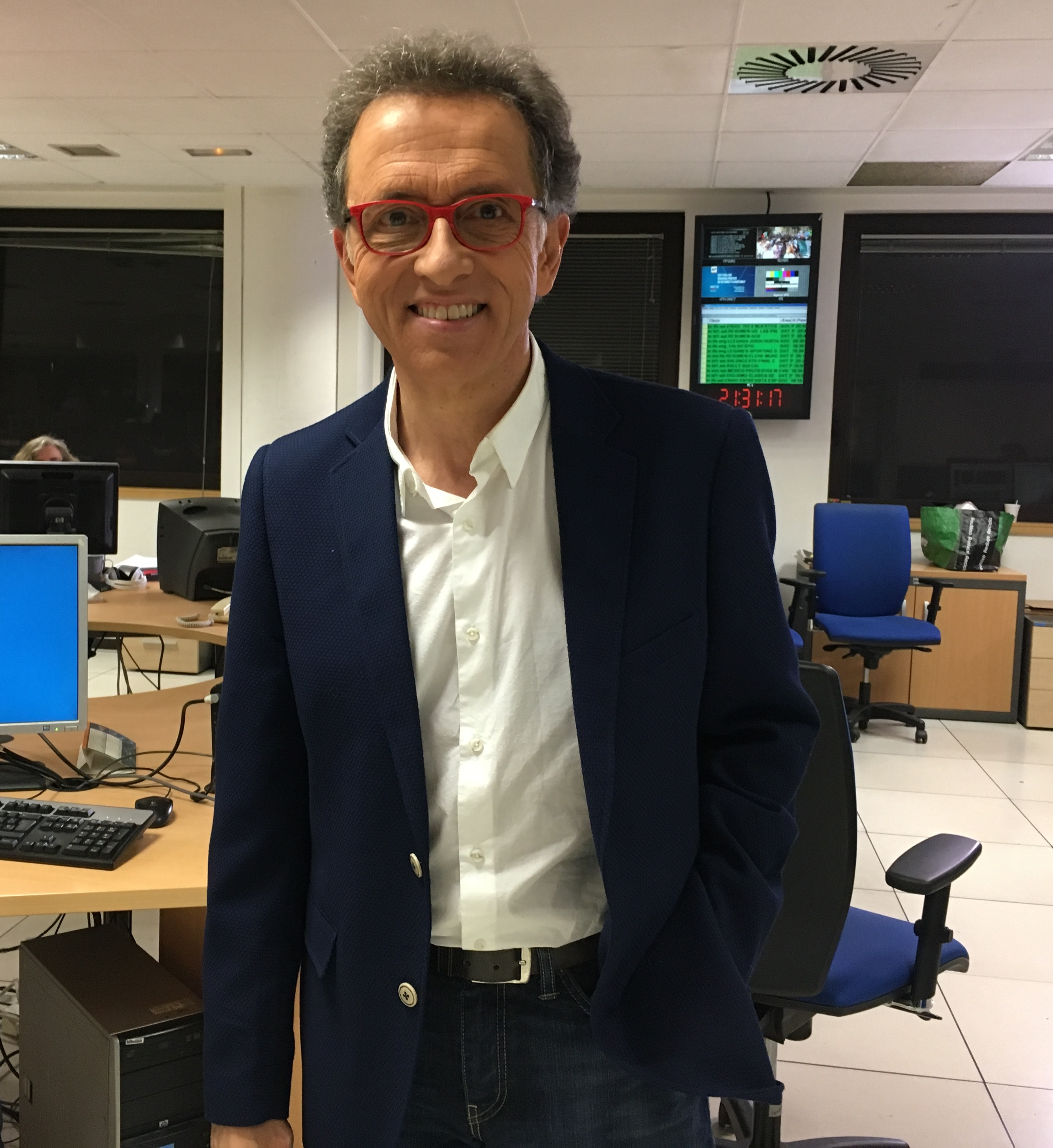
Jordi Hurtado

Jordi Hurtado Torres (* 16. Juni 1957 in Sant Feliu de Llobregat, Provinz Barcelona) ist ein spanischer Synchronsprecher und Fernsehmoderator. Er ist bekannt durch das Fernsehen (unter anderem Quizsendung Saber y Ganar (Wissen und gewinnen)). Er wohnt in Barcelona und hat zwei Töchter.

## Radio
- 1982: Radio al sol, Radio Barcelona in Cadena SER, Premio Ondas 1982.
- 1990: La alegría de la casa

## Fernsehen
- 1985–1988: Si lo sé no vengo mit Virginia Mataix, von Sergi Schaaf
- 1989–1990: La liga del millón, Estudio Estadio
- 1991: Pictionary
- 1992: Carros de Juego
- 1994: ¿Cómo lo hacen? mit Almudena Ariza
- seit 1997: Saber y Ganar, von Sergi Schaaf